# Dętka rudonoga
Dętka rudonoga (Physocephala rufipes) – gatunek muchówki z podrzędu krótkoczułkich i rodziny wyślepkowatych.
Gatunek ten opisany został w 1781 roku przez Johana Christiana Fabriciusa jako Conops rufipes.
Muchówka o wydłużonym ciele długości od 10 do 18 mm. Głowa jej jest ciemna z czarnymi: szeroką przepaską na czole rozwidlającą się u nasady czułków, podłużną przepaską biegnącą na twarzy i dochodzącą tylko do wzgórka twarzowego oraz tyłem policzków. Tło czoła jest ciemnożółte, a twarzy żółte. Czułki mają barwę czarnobrązową z jaśniejszymi spodami członów drugiego i trzeciego. Ciemną aristę cechuje silnie rozszerzony drugi człon. Aparat gębowy ma dość krótki, czarnobrunatny ryjek. Czarny lub czarnobrunatny tułów ma złotożółte lub srebrzyste plamy na wierzchu, natomiast pozbawiony jest srebrzystych plam po bokach. Skrzydła mają brunatne użyłkowanie, brunatną plamę, jasne komórki kostalną i subkostalną oraz tylko częściowo zaciemnione komórki R3, R5 i M2. Barwa przezmianek jest żółta, a łuseczek tułowiowych brunatna. Odnóża są brązowawoczerwone, pozbawione czarnych opasek u nasady ud i zaopatrzone w plamy srebrzystego lub złocistego opylenia na zewnętrznych stronach goleni. Odwłok jest czarnobrunatny z czerwonymi drugim i nasadą trzeciego tergitu. W części nasadowej odwłok jest silnie przewężony. Tylne brzegi segmentów odwłoka zdobią przepaski i plamy srebrzystego bądź złocistego opylenia. Narząd kopulacyjny samca jak i pokładełko oraz teka samicy są czarne.
Larwy są pasożytami trzmieli: rudego, ziemnego, ogrodowego, kamiennika, łąkowego, rudoszarego i B. ruderarius.
Owad palearktyczny, w Europie znany z Hiszpanii, Wielkiej Brytanii, Francji, Belgii, Holandii, Niemiec, Danii, Szwecji, Szwajcarii, Austrii, Włoch, Polski, Litwy, Czech, Słowacji, Węgier, Rumunii i Bułgarii. Dalej na wschód występuje na Kaukazie, Syberii, w Azji Środkowej, Mongolii i Japonii. W środkowej części Europy owady dorosłe aktywne są od początku maja do końca września.